# Rhinichthys osculus
Rhinichthys osculus es una especie de peces Cypriniformes de la familia Cyprinidae.

## Morfología
Los machos pueden llegar alcanzar los 11 cm de longitud total.
Número de  vértebras: 37-38.

## Hábitat
Es un pez de agua dulce y de clima templado.

## Distribución geográfica
Se encuentran en Norteamérica: desde el río Columbia (Columbia Británica, Canadá) hasta el río Colorado (Arizona y  Nuevo México los Estados Unidos) y Sonora (México ). 